# Liste der Monuments historiques in Loiré-sur-Nie
Die Liste der Monuments historiques in Loiré-sur-Nie führt die Monuments historiques in der französischen Gemeinde Loiré-sur-Nie auf.

## Liste der Objekte
| Bezeichnung | Beschreibung          | Standort                        | Kennzeichnung | Schutzstatus | Datum | Bild |
| ----------- | --------------------- | ------------------------------- | ------------- | ------------ | ----- | ---- |
| Glocke      | Bronze, 1764 gegossen | in der Kirche Notre-Dame (Lage) | PM17000184    | Classé       | 1942  |      |